# Georg Solti
Georg Solti, KBE (Budapeste, 21 de outubro de 1912 — Antibes, 5 de setembro de 1997) foi um maestro húngaro-britânico, de orquestras e de ópera. Ganhou 31 vezes os Grammy Awards e o Grammy Lifetime Achievement Award, sendo considerado um dos maiores maestros do século XX.

## Início da carreira
Solti (em húngaro:  Stern György) nasceu em Budapeste de uma família judaica, seus pais eram Móric(z) Stern e Teréz Rosenbaum. Seu primo foi László Moholy-Nagy, o mundialmente famoso pintor e fotógrafo judeu. Seu pai mudou seu nome e sobrenome para protegê-lo do anti-semitismo.
Aprendeu piano, mas aos quatorze anos, ouvindo Erich Kleiber conduzindo a Sinfonia Nº5 de Beethoven decidiu, imediatamente, que queria ser maestro. Estudou na Academia de Música Franz Liszt, tendo Béla Bartók, Zoltán Kodály, Leo Weiner e Ernst von Dohnányi como seus professores. Em 1935 ganhou reconhecimento como maestro e fez sua estréia na Ópera de Budapeste em 11 de Março de 1938 com Le Nozze di Figaro de Mozart, mas foi também a última performance. Nesse mesmo dia, Hitler anexa a Áustria e o anti-semitismo se tornou frequente na Hungria. Em 1939, com a invasão alemã, ele fugiu da Hungria devido à sua ascendência judaica, e foi morar na Suíça, onde continuava sua carreira como pianista, tendo ganho o Concurso Internacional de Piano de Genebra.
Infelizmente nunca mais viu seu pai, que morreu de causas naturais.
Depois da Segunda Guerra Mundial, Solti se tornou diretor musical da Orquestra do Estado Bávaro, em Munique. Em 1951 ele fez sua estréia no Festival de Salzburgo, conduzindo Idomeneo de Mozart.
Em 1960 assinou um contrato de três anos com a Filarmônica de Los Angeles, depois de ter conduzido a orquestra em Los Angeles em Hollywood Bowl. A orquestra esperava mudar-se para o Borothy Chandler Pavilion, que estava quase ponto e começaria a nomear os músicos da orquestra. No entanto, Solti inesperadamente se demitiu do cargo sem falar oficialmente com os diretores da orquestra; então o assistente do maestro, o indiano Zubin Mehta, que estava com 26 anos, foi nomeado diretor musical.
Em 1961 Solti voltou a ser diretor musical do Royal Opera House, Covent Garden. Lá, por ser muito exigente nos ensaios e por já estar careca acabou recebendo o apelido de The Screaming Skull. Assim ele passou grande arte do seu tempo entre Grã-Bretanha e Estados Unidos.
Seu primeiro casamento, com Hedi Oechsli, em 1946 terminou em divórcio. O seu segundo casamento foi com Valerie Pitts, uma apresentadora de televisão britânica, que ele conheceu uma vez quando ela o entrevistou.
Em 1971 ele recebeu uma Ordem do Império Britânico, assim sendo chamando de Sir Georg Solti.
Solti era um defensor e mentor de muitos jovens músicos, incluindo a soprano húngara Sylvia Sass, com quem gravou Don Giovanni de Mozart e Bluebeard's Castle de Bartok. Além disso, em 1994, Solti dirigiu o "Projeto Orquestral de Solti" no Carnegie Hall, um seminário de formação para jovens músicos americanos.

## Sinfônica de Chicago
Solti foi diretor musical da Orquestra Sinfônica de Chicago (CSO) de 1969 e 1991, quando foi feito o único Diretor Musical Laureado da história da orquestra

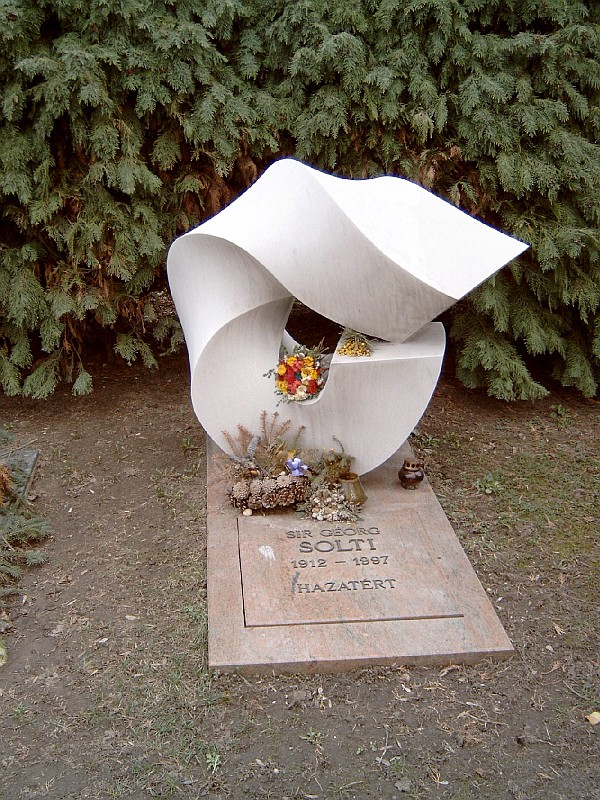
Tumba de Georg Solti.

No total, Solti conduziu 999 vezes a Sinfônica de Chicago. Sua milésima performance foi programada para ser em Outubro de 1997, por volta da hora de seu 85º aniversário. A cidade de Chicago mudou o nome de uma rua adjacente ao Symphony Center para "Sir Georg Solti" em sua memória.
Solti consolidou a reputação da CSO como uma das maiores orquestras do mundo. Estando pela primeira vez na Europa em 1971.
CSO gravou muitas obras com o comando de Solti, entre as sinfonias completas de Beethoven, Johannes Brahms, Anton Bruckner, e as óperas completas:
- Moses und Aron de Arnold Schoenberg

- Otello de Giuseppe Verdi (ao vivo no Carnegie Hall)[15]

- Die Meistersinger von Nürnberg de Richard Wagner[16][17]

## Final da Carreira
Além do seu mandato em Chicago, ele também foi diretor musical, na mesma época, da Orquestra de Paris de 1972 até 1975. De 1979 até 1983 foi o maestro principal da Orquestra Filarmônica de Londres.
Para o 50º aniversário das Nações Unidas foi formada a Orquestra Mundial da Paz, que consistia em músicos de 47 orquestras de todo o mundo, conduzidos por Solti.
Solti nunca se aposentou tendo uma morte repentina graças um ataque cardíaco no dia 5 de Sembro de 1997 em Antibes, França. De acordo com seu desejo, Solti está enterrado em solo húngaro. Seu corpo foi colocado ao lado dos restos de Bartók, que foi seu tutor e mentor. Após sua morte, sua viúva e suas filhas fundaram uma fundação para ajudar novos músicos.

## Gravações
Solti, desenvolveu uma longa e produtiva parceria com o lendário produtor John Culshaw na Decca.Desta parceria surgiu a primeira gravação em estúdio da ópera completa de Wagner's Der Ring des Nibelungen com a Filarmônica de Viena (VPO).
Não menos ilustre e igualmente inovador foram as suas gravações de estúdio das óperas de Richard Strauss, que, com as gravações de Wagner, foi remasterizado e lançado em CD, ainda são elogiados por sua musicalidade e valores de produção.

## Gravações com a Sinfônica de Chicago
- Bach, Mass in B  Minor

- Bach, St Matthew Passion

- Bartok, Concerto for Orchestra (1981)

- Bartok, Dance Suite (1981)

- Bartók, Miraculous Mandarin Suite

- Bartók, Music for Strings, Percussion  and Celeste

- Bartok, Piano Concertos #1 - 3 /w  Ashkenazy

- Beethoven, "Missa Solemnis"

- Beethoven, complete Symphonies #1 - 9

- Beethoven, Fidelio

- Beethoven, Piano Concertos #1 - 5 /w  Ashkenazy

- Berlioz, La Damnation de Faust

- Berlioz, Symphonie Fantastique

- Brahms, Ein Deutsches Requiem

- Brahms, Symphonies #1-4

- Brahms, Variations on a Theme by Haydn

- Bruckner, Symphonies #0-9[20]
- Bruckner, Symphony #6

- Cherubini, Requiem in C Minor (1985)

- Debussy, La mer / Nocturnes / Prelude à  l'après-midi d'un faune

- Del Tredeci, "The Final  Alice"

- Dvorak, Symphony #9

- Elgar, "Enigma Variations"

- Handel, Messiah

- Haydn, "The Seasons"

- Liszt, "A Faust Symphony"

- Mahler, complete Symphonies #1 - 9

- Mendelssohn, Symphony No. 3

- Mendelssohn, Symphony No. 4

- Mephisto Magic (works by Liszt, Bartok,  Weiner & Kodaly)

- Mussorgsky (orchestrated by Ravel),  Pictures at an Exhibition

- Mussorgsky (orchestrated by  Shostakovich), Songs and Dances of Death with Sergei Aleksashkin (1998)

- Mussorgsky, Khovanshchina Prelude  (1998)

- Prokofiev, Symphony No. 1 (1982)

- Ravel, "Le Tombeau de  Couperin"

- Schoenberg, Moses und Aron (1984)

- Schoenberg, Variations

- Shostakovich, Symphony No. 10

- Shostakovich, Symphony No. 15 (1998)

- Shostakovich, Symphony No. 8 (1989)

- Strauss, Also Sprach Zarathustra and  other tone poems

- Stravinsky, Petrushka/Jeu de Cartes

- Stravinsky, Rite of Spring

- Stravinsky, Symphony Nos. 1 - 3

- Tchaikovsky, 1812 Overture, Romeo &  Juliet Overture & The Nutcracker Suite

- Tchaikovsky, Piano Concerto No. 1 /  Dohnanyi, "Variations on a Nursery Song" with pianist Andras Schiff  (1986)

- Tchaikovsky, Swan Lake, excerpts (1987)

- Tchaikovsky, Symphony No. 4 (1984)

- Tchaikovsky, Symphony No. 5 (1987)

- Tchaikovsky, Symphony No. 6  "Pathetique"

- Tippett, Byzantium with Faye Robinson  (1991)

- Tippett, Suite in D for the Birthday of  Prince Charles (1981)

- Tippett, Symphony No. 4 (1979)

- Verdi, "Requiem"

- Verdi, Otello

- Wagner, Der fliegende Hollander (1976)

- Wagner, Die Meistersinger von Nuernberg  (1995)

- Wagner, Tannhäuser Overture (1977)

- Wagner, Tristan und Isolde, Prelude and  Liebestod (1977)

- Walton, "Belshazzar's Feast"

## Prémios e Reconhecimentos
- Sonning Award (1992; Dinamarca)

- Sir Georg Solti detém o recorde por ter recebido o Grammy Awards por 31 vezes, incluindo o Grammy Lifetime Achievement Award.

- Em 2007, a sua viúva Lady (Valerie) Solti foi feito Embaixador Cultural da Hungria, um título honorífico concedido pelo Estado húngaro.

- Recebeu da Yale University's Sanford Medal.

- Em 1987, foi colocado um busto de Solti no Lincoln Park transferido para o Jardim Solti no Grant Park, em 2006.[24]